# New in Town (dal)
A New in Town Little Boots brit énekesnő dala debütáló, Hands című albumáról. Boots mellett Greg Kurstin szerezte, utóbbi egyben producere volt a számnak. A felvétel az album első kislemezeként jelent meg 2009. május 25-én az Egyesült Királyságban. A dalt a Boots által Los Angeles-ben töltött éjszakák inspirálták. A New in Town 13. helyen debütált a brit kislemezlistán.

## Háttér és írás
A New in Town-t Boots és Greg Kustin szerezte Los Angeles-ben. Boots szerint a dal arról szól, hogy „idegennek lenni egy különös helyen vicces, ugyanakkor van sötét oldala is.” Ugyanakkor a városban Boots magányosnak és elszigeteltnek érezte magát. A számot furcsa egyének inspirálták, akikkel a városban találkozott. Azért választotta kislemeznek, mert szerinte „bátor, színes, és teljes más, mint bármi körülötte.”

## Kiadás
Az Egyesült Királyságban a BBC Radio 1 2009. április 23-án tette fel a C-listára. 2009 májusában az A-listára is felkerült. A dal hallható a Jennifer's Body című horrorfilmben, valamint a 90210 második évadjában, illetve a Friday Night Lights London Calling (Ugly Betty) és Mercy című műsorokban is.

## Számlista és formátumok
Az alábbi számlisták a New in Town főbb kiadásai.
| Brit CD kislemez 1. New in Town (Radio Edit) – 3:07 Brit 7" kislemez A1. New in Town – 3:19 B1. New in Town (No One Is Safe – Alex Kapranos Remix) – 5:22 Brit 12" kislemez A1. New in Town (Drop the Lime Remix) – 3:01 A2. New in Town (A1 Bassline Remix) – 5:25 B1. New in Town (The Golden Filter Remix) – 6:30 B2. New in Town (Den Haan Remix) – 5:14 | Brit iTunes EP 1. New in Town (Bimbo Jones Remix) – 5:47 2. New in Town (Fred Falke Remix) – 7:28 3. New in Town (The Death Set Remix) – 2:10 4. New in Town (No One Is Safe – Alex Kapranos Remix) – 5:22 Amerikai iTunes remix EP 1. New in Town (Bimbo Jones Remix) – 5:47 2. New in Town (Starsmith Remix) – 5:30 3. New in Town (Fred Falke Remix) – 7:28 4. New in Town (No One Is Safe – Alex Kapranos Remix) – 5:21 Hivatalos remixek - New in Town (Fred Falke Instrumental) – 7:27 - New in Town (Bimbo Jones Edit) – 3:01 - New in Town (Semothy & Sheldrake Remix) – 4:06 |

## Slágerlistás helyezések
| Kislemezlista(2009)        | Legjobb helyezés |
| -------------------------- | ---------------- |
| Ausztrál Club lista        | 35               |
| Belga Tip lista (Flandria) | 12               |
| Ír kislemezlista           | 16               |
| Japan Hot 100 lista        | 39               |
| Új-zélandi kislemezlista   | 29               |
| Brit kislemezlista         | 13               |

| Kislemezlista (2009) | Helyezés |
| -------------------- | -------- |
| Brit kislemezlista   | 185      |

## Megjelenések
| Ország             | Dátum            | Kiadó                         | Formátum                               |
| ------------------ | ---------------- | ----------------------------- | -------------------------------------- |
| Egyesült Királyság | 2009. május 15.  | 679 Artists, Atlantic Records | Digitális EP                           |
| Egyesült Királyság | 2009. május 25.  | 679 Artists, Atlantic Records | CD kislemez, 7" kislemez, 12" kislemez |
| Egyesült Államok   | 2009. július 21. | Elektra Records               | Digitális EP                           |